# Едуард Зюсс
Едуа́рд Зюсс (нім. Eduard Suess нар. 20 серпня 1831, Лондон — пом.26 квітня 1914, Відень) — австрійський геолог і громадський діяч.

## З біографії
Народився у Лондоні у родині саксонського промисловця й єврейки. З 3 до 14 років віку родина мешкала у Празі. У 1852 закінчив Віденський політехнікум.
З 1857 по 1901 професор геології Віденського університету.
У 1898—1911 президент Віденської Академії Наук. З 1873 був членом рейхсрату. Став членом Геттінгенської академії наук.
Вивчав геологічну будову і тектоніку Альп, Ломбардскої западини, Апеннін. Запровадив термін «біосфера» у 1875 р. Зюсс писав: «…як на Сонці виділяють концентричні оболонки, так, напевно, і на Землі можна відрізнити оболонки, з яких кожна знаходиться у численних зв'язках з іншими… Перша оболонка — атмосфера, друга — гідросфера і третя — літосфера… Одне здається чужорідним на цьому великому, утвореному зі сфер небесному тілі, а саме — органічне життя. Там воно обмежене певною зоною наповерхні літосфери. Рослини, коріння яких у пошуках їжі проникає у ґрунт і піднімається у повітря, щоб дихати, є гарною ілюстрацією розташування органічного життя… Вона (біосфера) простягається тепер як над сухою, так і над вологою поверхнею».

## Наукові здобутки
Суперечка про шляхи поширення тварин і рослин по планеті почалася із виникненням зоогеографії. В кінці XVIII століття такі вчені, як Ебергардт Циммерман і великий натураліст Бюффон, допускали існування сухопутних «мостів», завдяки яким заселялися острови і материки на кшталт Австралії або Америки. Монографія «Обличчя Землі» Е. Зюсс була першою роботою, в якій питання про Пацифіди ставилося не в плані «загадок зниклої цивілізації» або зоогеографических проблем поширення тварин, а геологічно, на підставі даних наук про Землю.